# Guillaume Courtois
Guillaume Courtois, kallad Il Borgognone, född den 20 januari 1626 i Saint-Hippolyte, död den 15 juni 1679 i Rom, var en fransk målare, bror till Jacques Courtois.
Courtois var elev till Pietro da Cortona, men under starka intryck av Carraccierna och Carlo Maratti målade han i huvudsak religiösa tavlor. I Nationalmuseum finns en honom tillskriven Jesus hos Maria och Marta.

## Bilder
| - De heliga Abdon och Sennen begraver kristna martyrer. San Marco i Rom. |